# Emirates Mars Mission
La Emirates Mars Mission (EMM) és la primera missió a Mart dels Emirats Àrabs Units (EAU), concebuda per estudiar, d'una manera global, les dinàmiques que es produeixen en l'atmosfera d'aquell planeta, tant al llarg del dia com a través de les diferents estacions. Ha rebut diverses denominacions derivades del que seria el seu nom complet, no oficial, The United Arab Emirates' Hope mission to Mars, com ara Missió Mars Hope o, simplement, Hope, que és el nom del satèl·lit enviat a orbitar Mart. El llançament es produí des del Centre Espacial de Tanegashima, en l'extrem sud-oest del Japó, amb un coet H-IIA de Mitsubishi Heavy Industries, quan eren les 6:58 hora local japonesa de dilluns 20 de juliol de 2020 (21:58 GMT o 5:58 p.m. EDT de diumenge 19) després d'haver-se ajornat diverses vegades per les condicions climatològiques, primer el dia 14 i, de nou, el 16.
De fet, el xeic Khalifa bin Zayed Al Nahayan ja va anunciar, el juliol del 2014, que els Emirats enviarien un satèl·lit a Mart i que el llançament seria el juliol del 2020. La cronologia té a veure amb l'alineament entre la Terra i Mart, que es presenta cada dos anys, i amb el fet que l'arribada a Mart, el 2001, fa que coincideixi amb el 50è aniversari de la creació dels Emirats Àrabs Units. El govern dels Emirats també va parlar de la previsió d'establir-hi un assentament habitable cap al 2117.
L'EMM està dissenyada per orbitar Mart i, utilitzant els tres instruments científics que porta a bord, proporcionar mesuraments fonamentals per conèixer millor les corrents i el clima en les capes inferior i mitjana de l'atmosfera marciana, dades que, combinades amb la monitorització de la capa superior, han de desvetllar els mecanismes pels quals s'hi produeix una transmissió ascendent d'energia i de partícules, que acaben escapant de la gravetat del planeta.